# Hakui
Hakui (japanska: 羽咋市?, Hakui-shi) är en stad i Ishikawa prefektur i Japan. Staden fick stadsrättigheter 1958.